# Siêu tụ điện
Siêu tụ điện (tiếng Anh: supercapacitor hay ultracapacitor), là một loại tụ hóa có mật độ điện dung cực cao.
Trước đây nó được gọi là tụ điện lớp kép (electric double-layer capacitor, EDLC)). Nó có thể có điện dung đến 10.000 farad ở 1,2 volt, lấp vùng trống giữa tụ hóa và pin sạc. Thông thường nó trữ năng từ 10 đến 100 lần nhiều hơn mật độ trữ năng lượng của tụ hóa thường, và phóng nạp nhanh hơn pin sạc. Về kích thước thì nó lớn hơn pin sạc cùng mức trữ năng cỡ 10 lần.

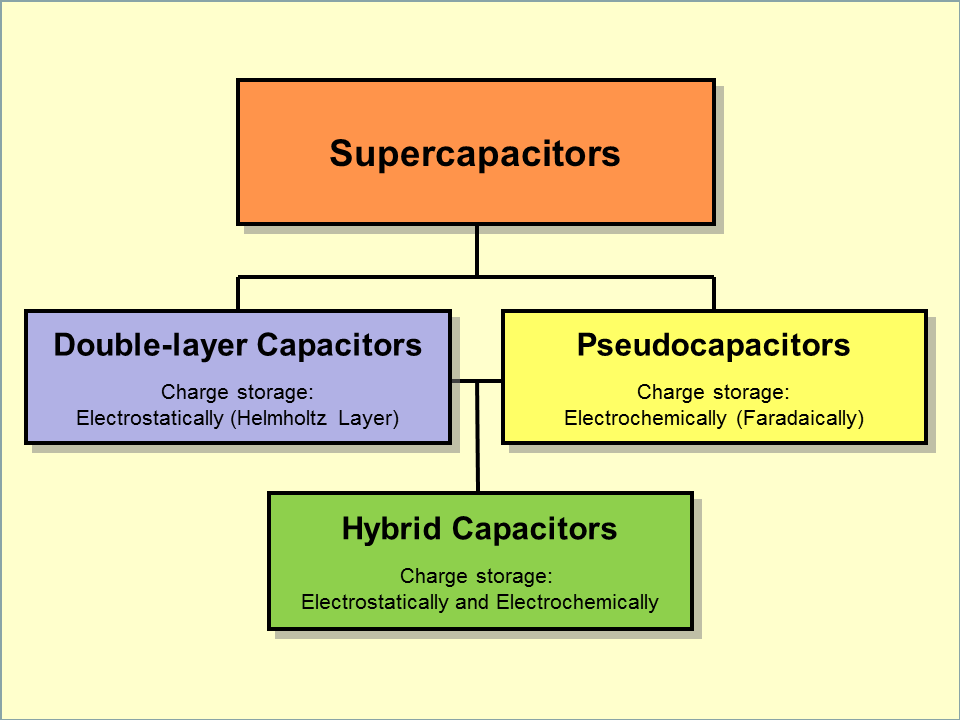
Phân loại các siêu tụ điện và các loại liên quan

## Nguyên lý hoạt động
Siêu tụ điện có điện môi không theo ý nghĩa truyền thống, mà sử dụng điện dung tĩnh điện lớp kép (electrostatic double-layer capacitance), hoặc giả điện dung điện hoá (electrochemical pseudocapacitance), hoặc lai cả hai.
- Tụ tĩnh điện lớp kép EDLS (Electric double-layer capacitor) sử dụng anode là carbon hoặc dẫn xuất với điện dung tĩnh điện lớp kép cao hơn nhiều so với pseudocapacitance điện hóa, đạt được việc tách điện tích trong lớp kép Helmholtz tại giao diện giữa các bề mặt của điện cực dẫn và chất điện phân. Sự tách điện tích xảy ra ở cỡ một vài ångströms (0,3-0,8 nm), nhỏ hơn nhiều so với một tụ điện thông thường.
- Giả tụ điện hóa (Pseudocapacitor) sử dụng oxit kim loại hoặc polyme dẫn điện có giả điện dung điện hóa cao. Pseudocapacitance đạt được bằng chuyển dời điện tử kiểu Faraday với các phản ứng oxy hóa khử đan xen.
- Tụ lai (Hybrid), chẳng hạn như tụ điện Li-ion, sử dụng hai điện cực với các đặc tính trên, và đạt được mức điện dung cao nhất.[4]

## Các đặc trưng hoạt động

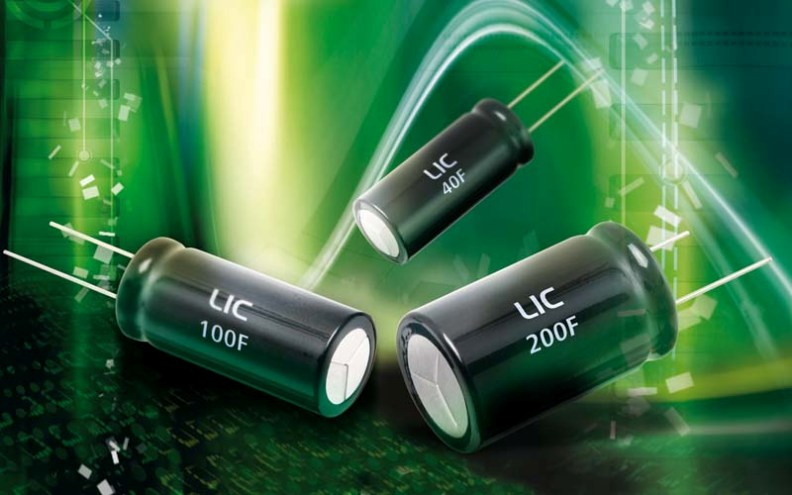
Siêu tụ Li-ion
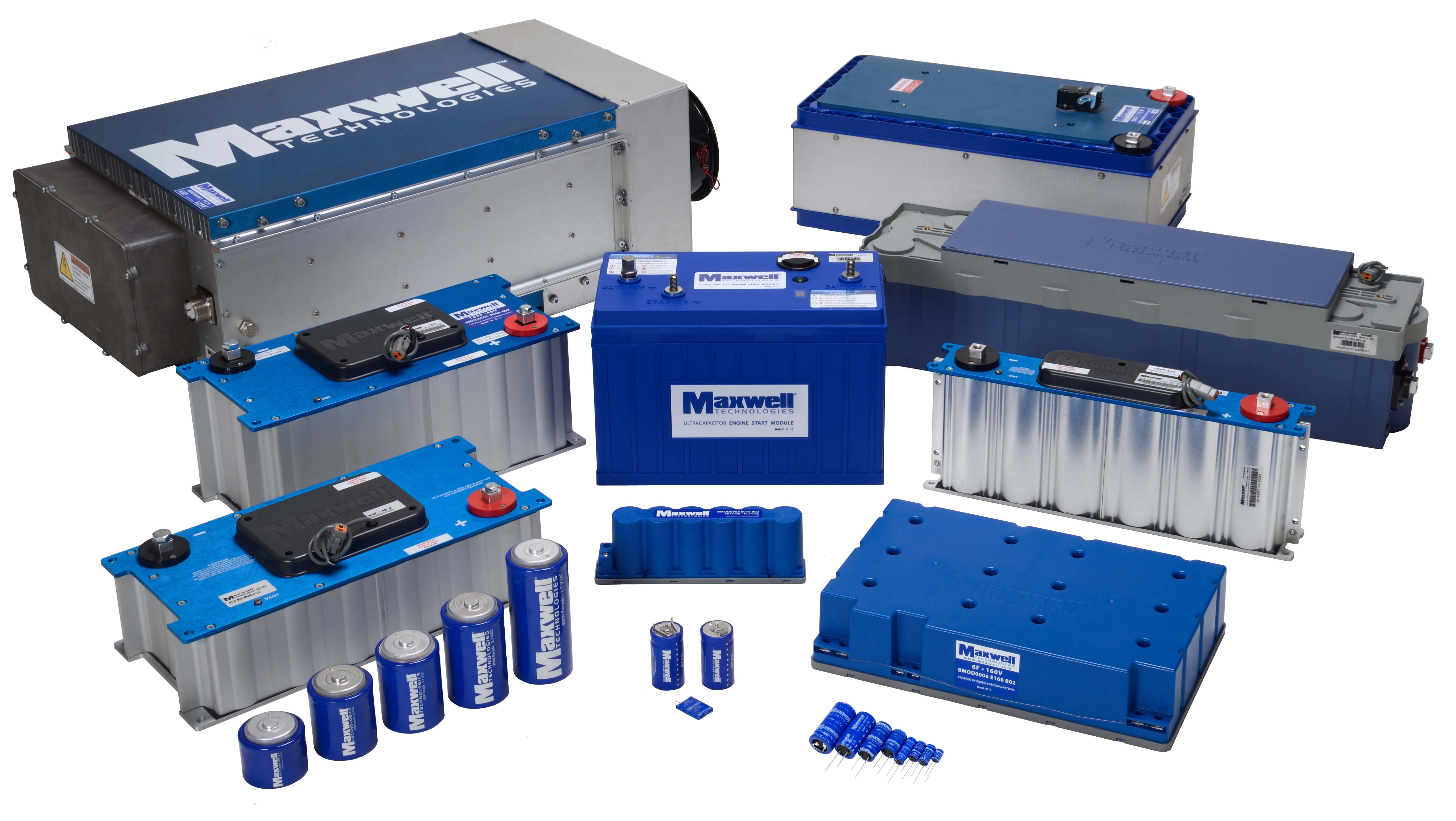
Siêu tụ Maxwell dạng tụ và modul
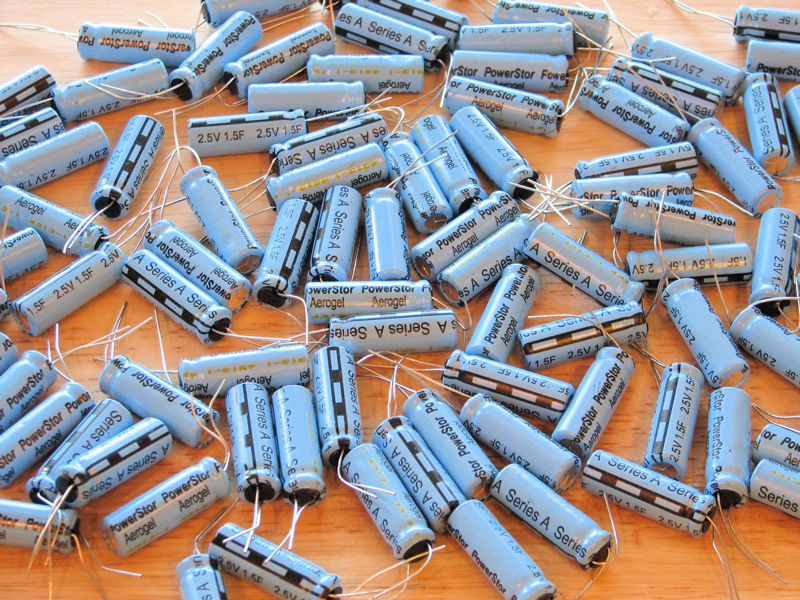
Siêu tụ 1.5 F

## Ứng dụng
Siêu tụ điện được sử dụng trong các đòi hỏi nhiều kỳ sạc/xả nhanh để cung cấp năng lượng đỉnh đột xuất: trong xe ô tô điện, xe buýt, xe lửa nhanh, cần cẩu, thang máy,...
Nó cũng được dùng cho trữ lại điện trong hệ thống phanh (thắng) tái tạo năng lượng, trong điện năng gió, điện năng pin Mặt trời.
Các phần tử nhỏ thì dùng cấp nguồn cho bộ nhớ dự phòng dùng SRAM trong thiết bị điện tử, các mạch tích điện cho đèn flash.